# Gene McDaniels
Eugene Booker "Gene" McDaniels (Kansas City, 12 februari 1935 - Kittery Point (Maine), 29 juli 2011) was een Amerikaanse popzanger, componist en muziekproducent.

## Jeugd
Gene McDaniels zong reeds als kind in een kerkkoor en op 11-jarige leeftijd werd hij lid van een gospelkwartet. Hij groeide op in Omaha en studeerde aan het muziekconservatorium aldaar. Toen het kwartet naar New York ging, werd McDaniels leider van de groep. In 1954 verhuisde hij naar Los Angeles, waar hij zich in de jazzclubs spoedig een naam als jazzzanger maakte.

## Carrière
Zijn eerste platencontract tekende McDaniels in 1960 bij Liberty Records, waar Tommy Gerret zijn producent werd, die hem met werken uit het Brill Building verzorgde van onder meer Burt Bacharach en Carole King. In het voorjaar van 1961 kon McDaniels, wiens voornaam op het label werd aangegeven met Gene, met zijn derde single A hundred Pounds of Clay (VS-hitlijst, 3e plaats) een tophit scoren. In de herfst van hetzelfde jaar bereikte hij met Tower of Strength de 5e plaats. De platensuccessen duurden tot 1963, tijdens deze periode konden McDaniels platen zich zeven keer plaatsen in de top 100. In 1962 speelde hij samen met Chubby Checker, Gene Vincent en Del Shannon in de Britse film It's Trad Dad, waarin ook zijn song Another Tear Falls voorkwam. Een tournee door Australië verliep onbevredigend en aldus concentreerde McDaniels zich weer op zijn platenproducties.
In 1965 liep zijn platencontract bij Liberty Records ten einde en na twee mislukte plaatopnamen bij Columbia Records vestigde hij zich opnieuw in New York en maakte hij weer jazzmuziek, onder andere met Herbie Hancock. In 1967 ging hij voor twee jaar naar Europa en werkte daar als songwriter. Deze bezigheid bepaalde zijn carrière ook na zijn terugkeer in de Verenigde Staten. Hij tekende bij het label Atlantic Records een contract als zanger en componist en had in 1974 met de song Feel Like Makin' Love, gezongen door Roberta Flack, een nummer 1-hit. Tussen 1974 en 1979 was hij ook als producent actief en werkte hij samen met meerdere fameuze solisten, waaronder Nancy Wilson en Gladys Knight. In 1996 richtte hij samen met Carolyn E. Thompson de eigen firma de Numoon Disc Company op.

## Overlijden
Gene McDaniels overleed op 29 juli 2011 na een korte ziekte in de leeftijd van 76 jaar in zijn huis in Kittery Point.

## Discografie

### Singles
Liberty Records
- 1960: In Times Like These
- 1960: Green Door
- 1961: Take Good Care of Her
- 1961: The Exciting Gene McDaniels (ep)
- 1961:	A Hundred Pounds of Clay
- 1961:	A Tear
- 1961:	Tower of Strength
- 1962:	Chip Chip
- 1962:	Funny
- 1962:	Point of No Return
- 1962:	Spanish Lace
- 1963:	It's a Lonely Town (Lonely Without You)
- 1963: The Puzzle
- 1963: Anyone Else
- 1964: Make Me a Present of You
- 1964: (There Goes The) Forgotten Man
- 1965: Walk with a Winner
- 1965: Will It Last Forever

Columbia Records
- 1966: Something Blue
- 1967: The Touch of Your Lips

Atlantic Records
- 1971: Tell Me Mr. President (als Eugene McDaniels)

MGM Records
- 1973: River

Ode
- 1975: Lady Fair

### Albums
Liberty Records
- 1960: In Times Like These
- 1960: Sometimes I'm Happy Sometimes I'm Blue
- 1961: 100 Lbs. of Clay!
- 1961: Tower of Strength
- 1962: Sings Movie Memories
- 1962: Hit After Hit
- 1963: Spanish Lace
- 1963: The Wonderful World of Gene McDaniels
- 1966: The Facts of Life

Atlantic Records
- 1970: Outlaw
- 1971: Headless Heroes of the Apocalypse

Ode
- 1975: Natural Juices

ALA
- 1983: The Mack (Original Soundtrack) (met Alan Silvestri)

Genepool
- 2004: Screams and Whispers

### Compilaties
Liberty Records
- 1967: Golden Greats
- 1992: The Best of Gene Mcdaniels: A Hundred Pounds of Clay

United Artists Records
- 1975: The Very Best of Gene McDaniels

EMI
- 1985: A Hundred Pounds of Clay & Other Hits

- Biblioteca Nacional de España: XX5017132
- Bibliothèque nationale de France: cb140020486 (data)
- Gemeinsame Normdatei: 135298644
- International Standard Name Identifier: 0000 0000 7839 5568
- Library of Congress Control Number: no91018730
- Nationale Bibliotheek van Letland: 000101430
- MusicBrainz: b43965ae-1a17-4076-917b-4815a0fce36e
- Nationale Bibliotheek van Tsjechië: xx0114726
- SNAC: w6hb36vr
- Virtual International Authority File: 68493338
- WorldCat: E39PBJbtkFhr464rbbXfy4Dg8C